# Nor-Am Cup
La Nor-Am Cup  è un circuito internazionale di gare di sci alpino organizzato annualmente dalla Federazione Internazionale Sci (FIS). Per importanza viene dopo la Coppa del Mondo e la Coppa Europa. Come quest'ultima è utilizzata dalle giovani promesse dello sci, soprattutto statunitensi e canadesi, per fare esperienza a livello internazionale. Non vi sono comunque limiti di età per parteciparvi.
Nacque nel 1970/1971 come Can-Am e cambiò nome in quello attuale dalla stagione 1977/1978.
Le gare si tengono tra novembre e marzo e, a differenza della Coppa del Mondo, si disputano solo in località del nordamerica, anche se sono aperte a sciatori di ogni nazionalità.
Come in Coppa del Mondo gli atleti raccolgono punti, secondo il sistema del punteggio FIS, in cinque discipline (slalom speciale, gigante, super G, discesa libera, con l'aggiunta della supercombinata dal 2007) e il trofeo è aggiudicato a chi, a fine stagione, si trova primo nella classifica generale, mentre ai vincitori delle classifiche di ogni singola disciplina va la Coppa di specialità. I primi due atleti nordamericani classificati in ogni disciplina acquisiscono inoltre un posto fisso in Coppa del Mondo per la stagione seguente in quella specialità.

## Albo d'oro della competizione
| 1970-1971 | Lance Poulsen          | Stati Uniti            | Karen Budge                | Stati Uniti            |                        |                        |                        |                        |                        |                        |                        |                        |                        |                        |                        |                        |                        |                        |                        |
| 1971-1972 | Don Rowles             | Stati Uniti            | Cheryl Bechdolt            | Stati Uniti            |                        |                        |                        |                        |                        |                        |                        |                        |                        |                        |                        |                        |                        |                        |                        |
| 1972-1973 | Cary Adgate            | Stati Uniti            | Betsy Clifford             | Canada                 |                        |                        |                        |                        |                        |                        |                        |                        |                        |                        |                        |                        |                        |                        |                        |
| 1973-1974 | Gary Aiken             | Canada                 | Leith Lende                | Stati Uniti            |                        |                        |                        |                        |                        |                        |                        |                        |                        |                        |                        |                        |                        |                        |                        |
| 1974-1975 | Peter Dodge            | Stati Uniti            | Leslie Smith               | Stati Uniti            |                        |                        |                        |                        |                        |                        |                        |                        |                        |                        |                        |                        |                        |                        |                        |
| 1975-1976 | Eric Wilson            | Stati Uniti            | Viki Fleckenstein          | Stati Uniti            |                        |                        |                        |                        |                        |                        |                        |                        |                        |                        |                        |                        |                        |                        |                        |
| 1976-1977 | Raymond Pratte         | Canada                 | Heidi Preuss               | Stati Uniti            |                        |                        |                        |                        |                        |                        |                        |                        |                        |                        |                        |                        |                        |                        |                        |
| 1977-1978 | Billy Taylor           | Stati Uniti            | Maggie Crane               | Stati Uniti            |                        |                        |                        |                        |                        |                        |                        |                        |                        |                        |                        |                        |                        |                        |                        |
| 1978-1979 | Mike Famy              | Stati Uniti            | -                          | -                      |                        |                        |                        |                        |                        |                        |                        |                        |                        |                        |                        |                        |                        |                        |                        |
| 1979-1980 | Mark Taché             | Stati Uniti            | -                          | -                      |                        |                        |                        |                        |                        |                        |                        |                        |                        |                        |                        |                        |                        |                        |                        |
| 1980-1981 | Tiger Shaw             | Stati Uniti            | Brenda Buglione Noel Lyons | Stati Uniti            |                        |                        |                        |                        |                        |                        |                        |                        |                        |                        |                        |                        |                        |                        |                        |
| 1981-1982 | Pierre Brazeau         | Canada                 | Lynda McGehee              | Stati Uniti            |                        |                        |                        |                        |                        |                        |                        |                        |                        |                        |                        |                        |                        |                        |                        |
| 1982-1983 | Jörgen Sundqvist       | Svezia                 | Eva Pfosi                  | Stati Uniti            |                        |                        |                        |                        |                        |                        |                        |                        |                        |                        |                        |                        |                        |                        |                        |
| 1983-1984 | Tiger Shaw             | Stati Uniti            | Eva Twardokens             | Stati Uniti            |                        |                        |                        |                        |                        |                        |                        |                        |                        |                        |                        |                        |                        |                        |                        |
| 1984-1985 | Felix McGrath          | Stati Uniti            | Catharina Glassér-Bjerner  | Svezia                 |                        |                        |                        |                        |                        |                        |                        |                        |                        |                        |                        |                        |                        |                        |                        |
| 1985-1986 | Christian Gaidet       | Francia                | Diane Haight               | Canada                 |                        |                        |                        |                        |                        |                        |                        |                        |                        |                        |                        |                        |                        |                        |                        |
| 1986-1987 | Alain Villiard         | Canada                 | Kerrin Lee-Gartner         | Canada                 |                        |                        |                        |                        |                        |                        |                        |                        |                        |                        |                        |                        |                        |                        |                        |
| 1987-1988 | Felix McGrath          | Stati Uniti            | Monique Pelletier          | Stati Uniti            |                        |                        |                        |                        |                        |                        |                        |                        |                        |                        |                        |                        |                        |                        |                        |
| 1988-1989 | Barry Galvin           | Stati Uniti            | Diann Roffe                | Stati Uniti            |                        |                        |                        |                        |                        |                        |                        |                        |                        |                        |                        |                        |                        |                        |                        |
| 1989-1990 | Tommy Moe              | Stati Uniti            | Heidi Bowes                | Stati Uniti            |                        |                        |                        |                        |                        |                        |                        |                        |                        |                        |                        |                        |                        |                        |                        |
| 1990-1991 | Jeremy Nobis           | Stati Uniti            | Picabo Street              | Stati Uniti            |                        |                        |                        |                        |                        |                        |                        |                        |                        |                        |                        |                        |                        |                        |                        |
| 1991-1992 | Casey Puckett          | Stati Uniti            | Picabo Street              | Stati Uniti            |                        |                        |                        |                        |                        |                        |                        |                        |                        |                        |                        |                        |                        |                        |                        |
| 1992-1993 | Thomas Grandi          | Canada                 | Kristi Terzian             | Stati Uniti            |                        |                        |                        |                        |                        |                        |                        |                        |                        |                        |                        |                        |                        |                        |                        |
| 1993-1994 | Thomas Grandi          | Canada                 | Anne-Lise Parisien         | Stati Uniti            |                        |                        |                        |                        |                        |                        |                        |                        |                        |                        |                        |                        |                        |                        |                        |
| 1994-1995 | Erik Schlopy           | Stati Uniti            | Kathleen Monahan           | Stati Uniti            |                        |                        |                        |                        |                        |                        |                        |                        |                        |                        |                        |                        |                        |                        |                        |
| 1995-1996 | Chris Puckett          | Stati Uniti            | Marie-Joëlle Clément       | Canada                 |                        |                        |                        |                        |                        |                        |                        |                        |                        |                        |                        |                        |                        |                        |                        |
| 1996-1997 | Sacha Gros             | Stati Uniti            | Lindsey Roberts            | Canada                 |                        |                        |                        |                        |                        |                        |                        |                        |                        |                        |                        |                        |                        |                        |                        |
| 1997-1998 | Casey Puckett          | Stati Uniti            | Emily Brydon               | Canada                 |                        |                        |                        |                        |                        |                        |                        |                        |                        |                        |                        |                        |                        |                        |                        |
| 1998-1999 | Jeff Durand            | Canada                 | Alison Powers              | Stati Uniti            |                        |                        |                        |                        |                        |                        |                        |                        |                        |                        |                        |                        |                        |                        |                        |
| 1999-2000 | Jakub Fiala            | Stati Uniti            | Britt Janyk                | Canada                 |                        |                        |                        |                        |                        |                        |                        |                        |                        |                        |                        |                        |                        |                        |                        |
| 2000-2001 | Marco Sullivan         | Stati Uniti            | Anna Prchal                | Canada                 |                        |                        |                        |                        |                        |                        |                        |                        |                        |                        |                        |                        |                        |                        |                        |
| 2001-2002 | Chip Knight            | Stati Uniti            | Sophie Splawinski          | Canada                 |                        |                        |                        |                        |                        |                        |                        |                        |                        |                        |                        |                        |                        |                        |                        |
| 2002-2003 | Jesse Marshall         | Stati Uniti            | Brigitte Acton             | Canada                 |                        |                        |                        |                        |                        |                        |                        |                        |                        |                        |                        |                        |                        |                        |                        |
| 2003-2004 | David Anderson         | Canada                 | Stacey Cook                | Stati Uniti            |                        |                        |                        |                        |                        |                        |                        |                        |                        |                        |                        |                        |                        |                        |                        |
| 2004-2005 | John Kucera            | Canada                 | Brigitte Acton             | Canada                 |                        |                        |                        |                        |                        |                        |                        |                        |                        |                        |                        |                        |                        |                        |                        |
| 2005-2006 | Jake Zamansky          | Stati Uniti            | Megan McJames              | Stati Uniti            |                        |                        |                        |                        |                        |                        |                        |                        |                        |                        |                        |                        |                        |                        |                        |
| 2006-2007 | Andrew Weibrecht       | Stati Uniti            | Leanne Smith               | Stati Uniti            |                        |                        |                        |                        |                        |                        |                        |                        |                        |                        |                        |                        |                        |                        |                        |
| 2007-2008 | Julien Cousineau       | Canada                 | Larisa Yurkiw              | Canada                 |                        |                        |                        |                        |                        |                        |                        |                        |                        |                        |                        |                        |                        |                        |                        |
| 2008-2009 | Louis-Pierre Hélie     | Canada                 | Marie-Michèle Gagnon       | Canada                 |                        |                        |                        |                        |                        |                        |                        |                        |                        |                        |                        |                        |                        |                        |                        |
| 2009-2010 | Dustin Cook            | Canada                 | Laurenne Ross              | Stati Uniti            |                        |                        |                        |                        |                        |                        |                        |                        |                        |                        |                        |                        |                        |                        |                        |
| 2010-2011 | Thomas Biesemeyer      | Stati Uniti            | Kiley Staples              | Stati Uniti            |                        |                        |                        |                        |                        |                        |                        |                        |                        |                        |                        |                        |                        |                        |                        |
| 2011-2012 | Erik Read              | Canada                 | Julia Ford                 | Stati Uniti            |                        |                        |                        |                        |                        |                        |                        |                        |                        |                        |                        |                        |                        |                        |                        |
| 2012-2013 | Jared Goldberg         | Stati Uniti            | Megan McJames              | Stati Uniti            |                        |                        |                        |                        |                        |                        |                        |                        |                        |                        |                        |                        |                        |                        |                        |
| 2013-2014 | Ryan Cochran-Siegle    | Stati Uniti            | Madison Irwin              | Canada                 |                        |                        |                        |                        |                        |                        |                        |                        |                        |                        |                        |                        |                        |                        |                        |
| 2014-2015 | Michael Ankeny         | Stati Uniti            | Candace Crawford           | Canada                 |                        |                        |                        |                        |                        |                        |                        |                        |                        |                        |                        |                        |                        |                        |                        |
| 2015-2016 | Erik Read              | Canada                 | Megan McJames              | Stati Uniti            |                        |                        |                        |                        |                        |                        |                        |                        |                        |                        |                        |                        |                        |                        |                        |
| 2016-2017 | Phil Brown             | Canada                 | Ali Nullmeyer              | Canada                 |                        |                        |                        |                        |                        |                        |                        |                        |                        |                        |                        |                        |                        |                        |                        |
| 2017-2018 | River Radamus          | Stati Uniti            | Roni Remme                 | Canada                 |                        |                        |                        |                        |                        |                        |                        |                        |                        |                        |                        |                        |                        |                        |                        |
| 2018-2019 | Kyle Negomir           | Stati Uniti            | Nina O'Brien               | Stati Uniti            |                        |                        |                        |                        |                        |                        |                        |                        |                        |                        |                        |                        |                        |                        |                        |
| 2019-2020 | Bridger Gile           | Stati Uniti            | Keely Cashman              | Stati Uniti            |                        |                        |                        |                        |                        |                        |                        |                        |                        |                        |                        |                        |                        |                        |                        |
| 2020-2021 | stagione non disputata | stagione non disputata | stagione non disputata     | stagione non disputata | stagione non disputata | stagione non disputata | stagione non disputata | stagione non disputata | stagione non disputata | stagione non disputata | stagione non disputata | stagione non disputata | stagione non disputata | stagione non disputata | stagione non disputata | stagione non disputata | stagione non disputata | stagione non disputata | stagione non disputata |
| 2021-2022 | Liam Wallace           | Canada                 | Ava Sunshine Jemison       | Stati Uniti            |                        |                        |                        |                        |                        |                        |                        |                        |                        |                        |                        |                        |                        |                        |                        |
| 2022-2023 | Isaiah Nelson          | Stati Uniti            | Mary Bocock                | Stati Uniti            |                        |                        |                        |                        |                        |                        |                        |                        |                        |                        |                        |                        |                        |                        |                        |
| 2023-2024 | Simon Fournier         | Canada                 | Arianne Forget             | Canada                 |                        |                        |                        |                        |                        |                        |                        |                        |                        |                        |                        |                        |                        |                        |                        |
| 2024-2025 | Raphaël Lessard        | Canada                 | Annika Hunt                | Stati Uniti            |                        |                        |                        |                        |                        |                        |                        |                        |                        |                        |                        |                        |                        |                        |                        |